# アンジュ＝ルイ・ジャネ
ジャネ＝ランジュとしても知られるアンジュ＝ルイ・ジャネ（Janet-Lange、本名、Ange-Louis Janet、1815年11月26日 – 1872年11月22日）はフランスの画家、イラストレーターである。戦争画などを描き。新聞の挿絵画家としてクリミア戦争などの同時代の出来事を描いた。

## 略歴
パリで生まれた。1833年にパリ国立高等美術学校に入学し、ドミニク・アングルやオラース・ヴェルネ、アレクサンドル＝マリー・コランに学んだ。サロン・ド・パリには1936年から出展を始め、1870年まで出展を続けた。狩りや戦争の情景を描き、クリミア戦争などの同時代の歴史上の出来事を題材にした。
「イリュストラシオン」、「ル・トゥール・デュ・モンド」、「ジュルナル・アミュザン」、「ル・ジュルナル・プール・リール」といった新聞の挿絵を描き、イギリスの冒険小説家、G・A・ヘンティ(G. A. Henty)のフランス語版の書籍の挿絵も描いた。ジャネの挿絵を気に入ったヘンティはイギリスでの出版でもジャネの挿絵を用いた。
7月王政の首相になったニコラ＝ジャン・ド・デュ・スールトの依頼で軍服のデザインもした。

## 作品

### 新聞挿絵

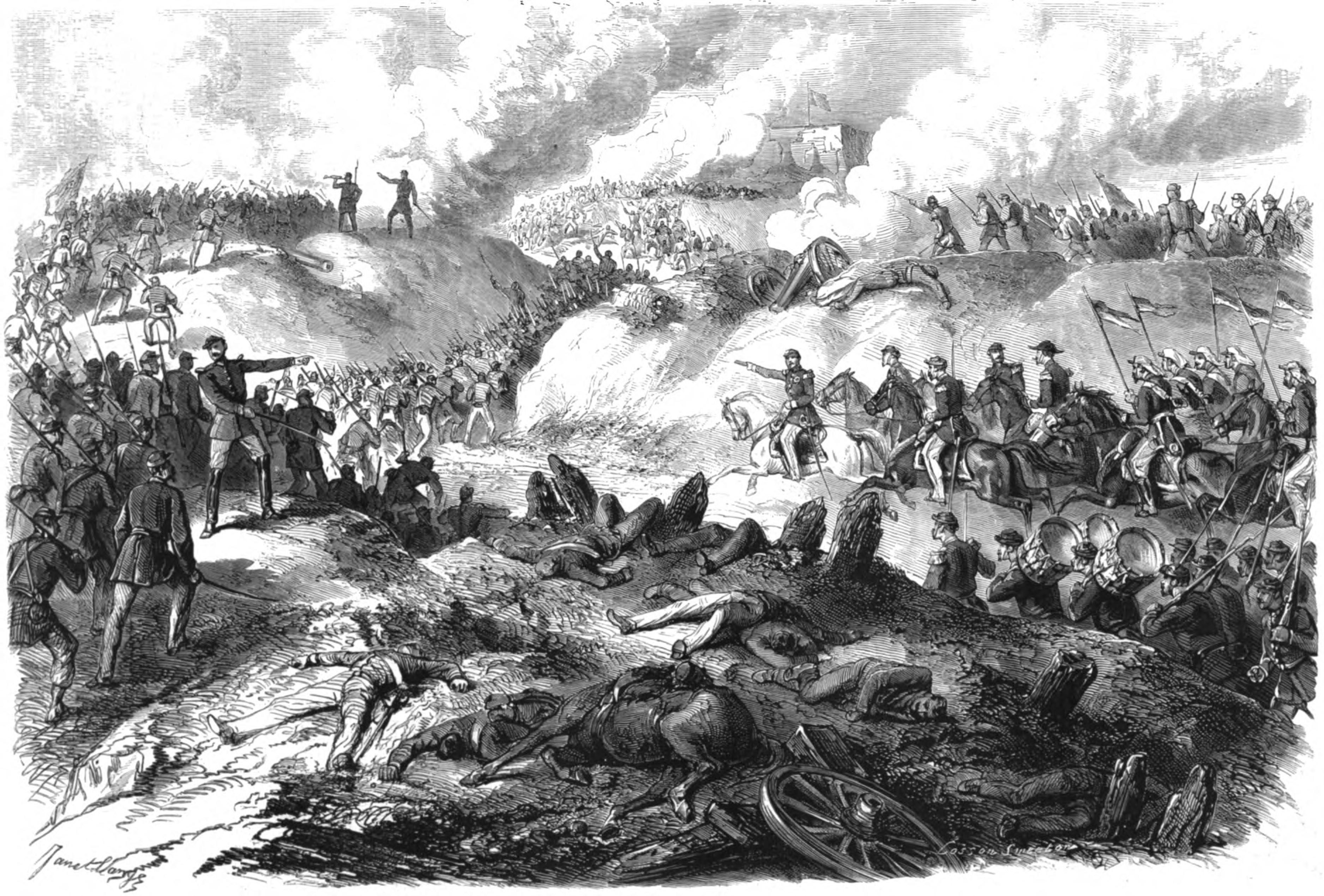
イリュストラシオンの挿絵、パラグアイ戦争の戦場
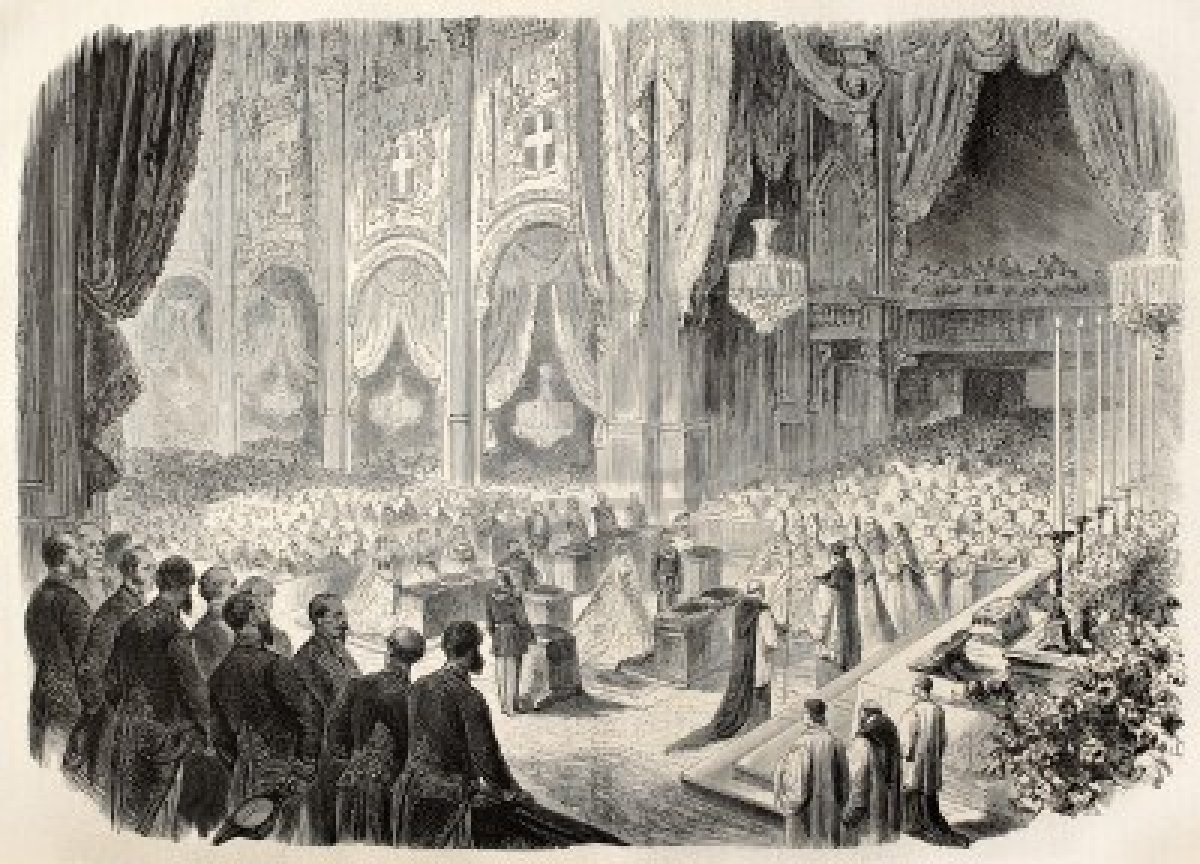
ウンベルト1世とマルゲリータ・ディ・サヴォイア＝ジェノヴァの結婚式
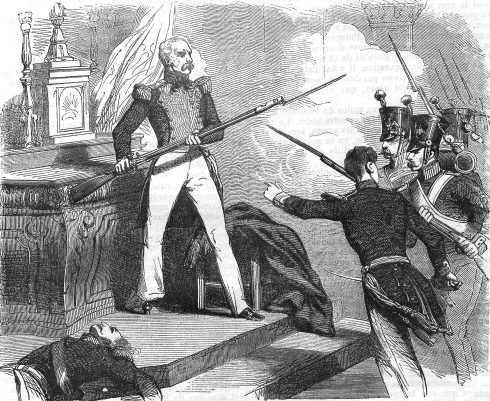
ポーランド11月蜂起におけるユゼフ・フウォピツキ将軍の死

### その他作品

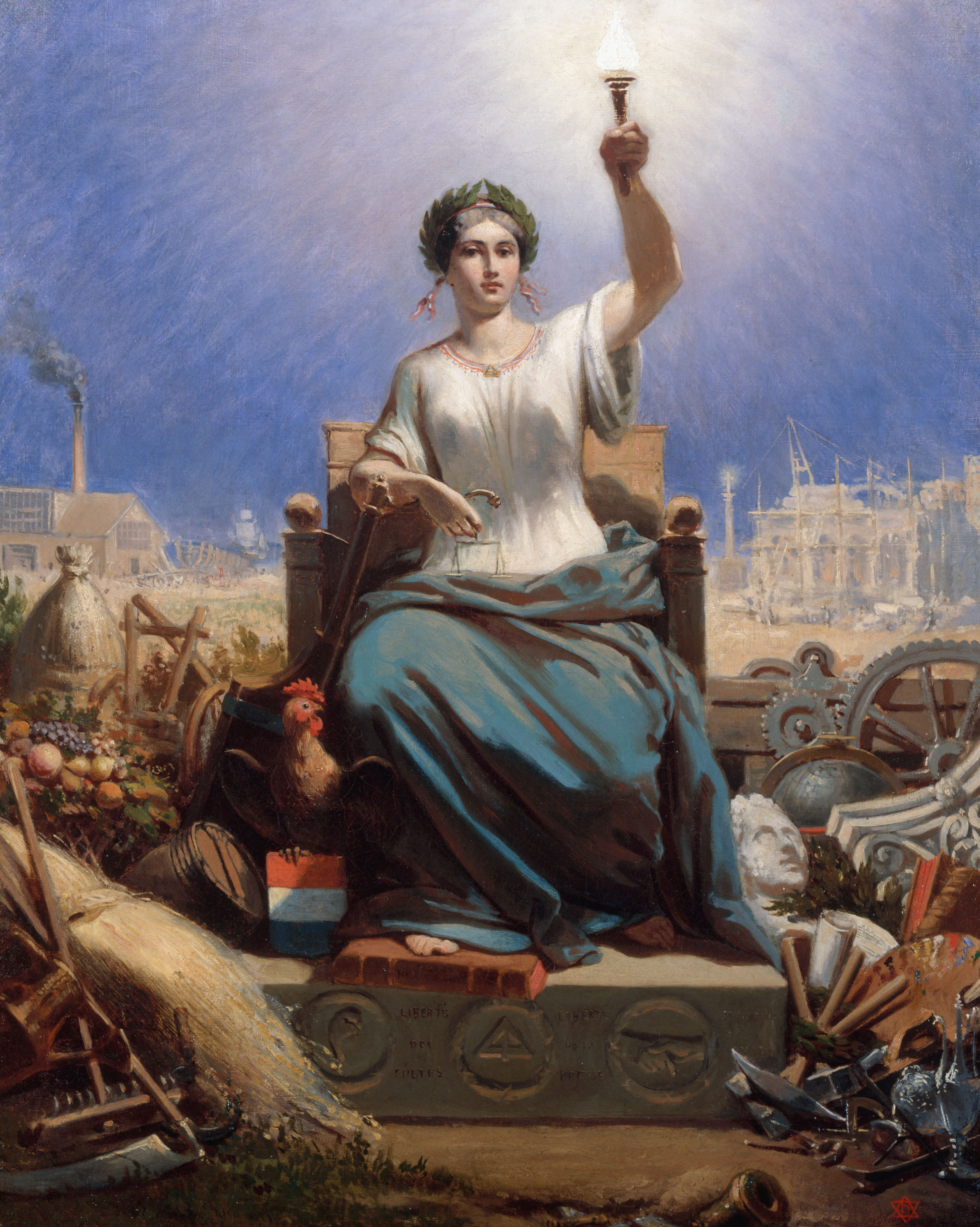
La République(1848)
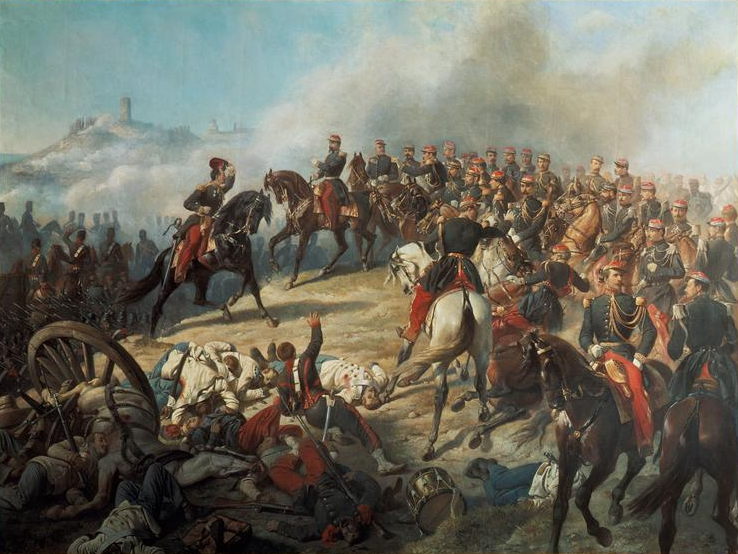
ソルフェリーノの戦いのナポレオン3世(1861)
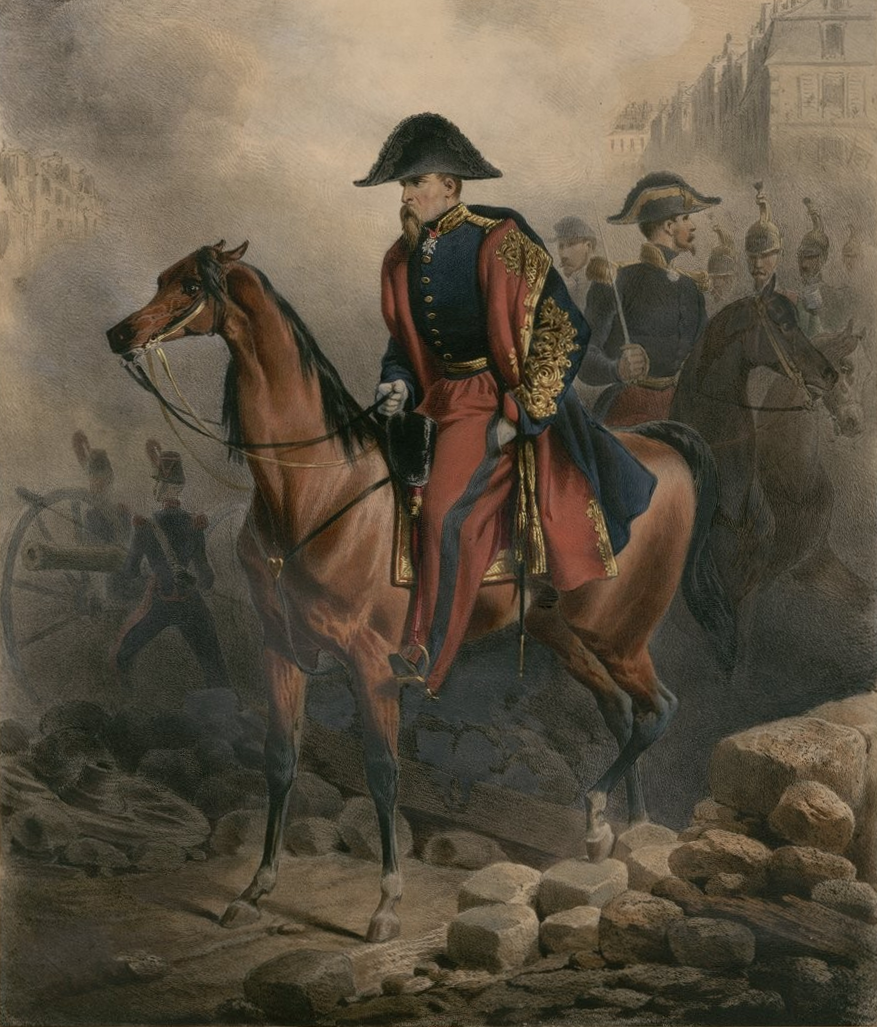
ルイ・ウジェーヌ・カヴェニャック
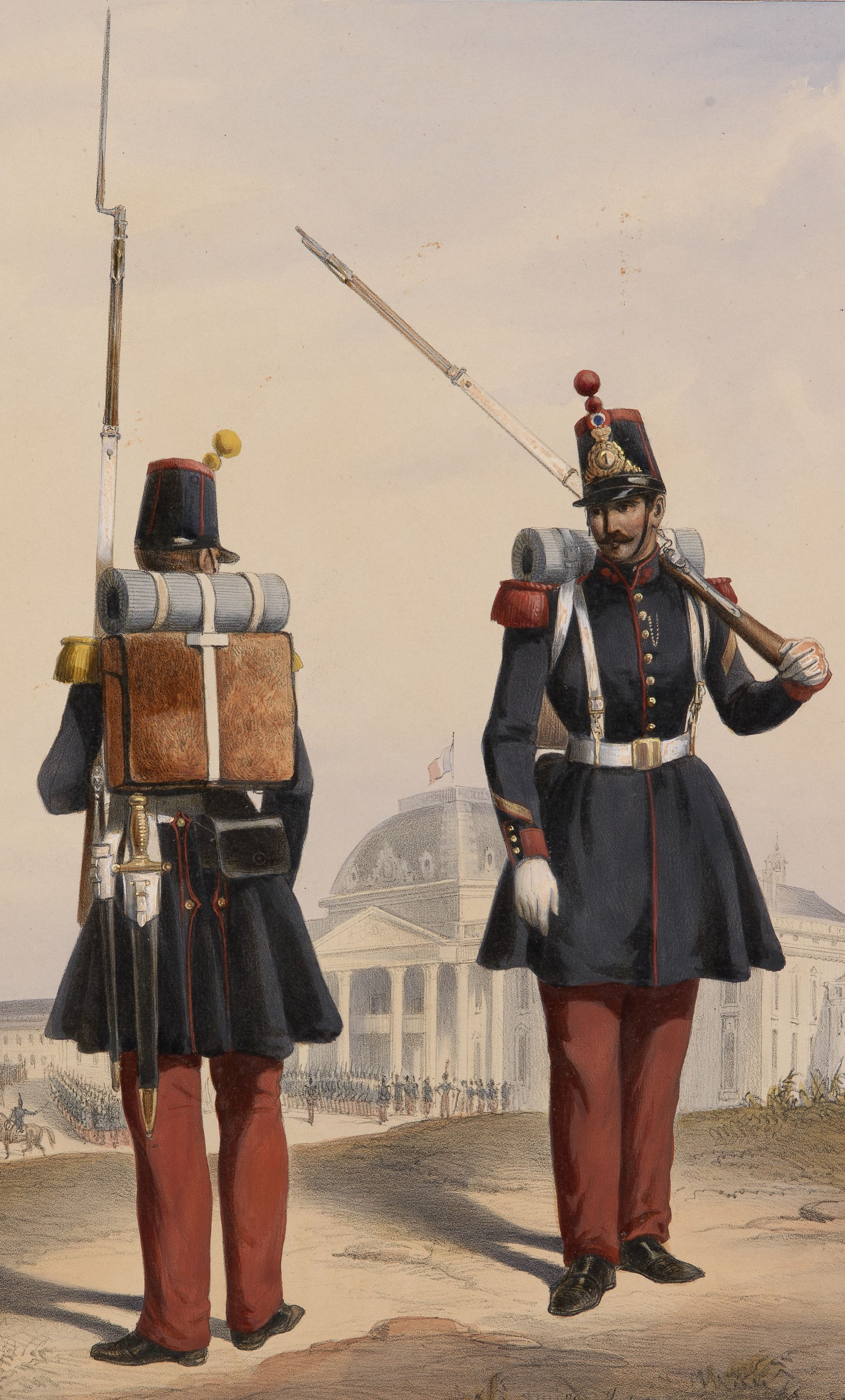
軍服デザイン